# Hotspot (datanet)
 For alternative betydninger, se Hotspot. (Se også artikler, som begynder med Hotspot)
Et hotspot kan være en eller flere Wi-Fi trådløse basisstationer, der dækker et område, hvor man selv eller evt. andre har mulighed for lejlighedsvis eller fast adgang til et lokalnet (LAN) eller internettet via trådløst datanet – eller et datanet-stik (PDS, TP-kabel).
Er der flere trådløse basisstationer i et hotspot-område kan disse bringes til at tale med hinanden og automatisk finde den bedste og evt. nærmeste forbundne internetadgang. Eksempler anvendelse af trådløse basisstationer med f.eks. styresystemet Linux er selvkonfigurerende radionet.
Hotspot adgang kan være gratis eller ej og kan udbydes af:
- Én selv. Før du udbyder/køber en internetforbindelse, bør du tjekke om du må dele den med andre.
- Et firma
- Andre menneskers datanet
- Uddannelsessted (skole...)